# The Battle of the Bulge… The Brave Rifles
The Battle of the Bulge… The Brave Rifles (frei übersetzt Die Ardennenoffensive… Die tapferen Gewehre; alternativ The Winning of World War II Battle of The Bulge The Brave Rifles) ist ein Dokumentarfilm von Laurence E. Mascott aus dem Jahr 1965. Der Film wurde für einen Oscar nominiert.

## Inhalt
Regisseur Lawrence E. Mascott greift bei seinem Film auf eigene Erfahrungen an der historischen Ardennenoffensive zurück, um die Geschichte des Konflikts aus seiner Sicht zu erzählen. Er kombiniert Filme aus deutschen und amerikanischen Quellen und vermischt diese mit seinen persönlichen Beobachtungen und denen anderer Soldaten. 
Die Ardennenoffensive fand 1944/1945 statt und wurde im angloamerikanischen Sprachgebrauch „Battle of the Bulge“ (Schlacht der Ausbuchung) genannt. Die deutsche Wehrmacht versuchte, den westalliierten Armeen eine Niederlage abzutrotzen und den Hafen von Antwerpen zurückzuerobern. Dieser war extrem wichtig, da die Nachschubmengen von allem, was die Soldaten brauchten, hier angeliefert wurden. Die Ardennenoffensive gilt als die vorletzte deutsche Offensive an der Westfront im Zweiten Weltkrieg. An dieser Schlacht waren mehr als eine Million Soldaten beteiligt. Für die Vereinigten Staaten war es die größte Landschlacht im Zweiten Weltkrieg und zugleich die blutigste, da die Vereinigten Staaten etwa 20.000 Tote zu beklagen hatten. Hitlerdeutschland verlor diese Schlacht, die Alliierten errangen einen strategischen und operativen Sieg.

## Produktionsnotizen

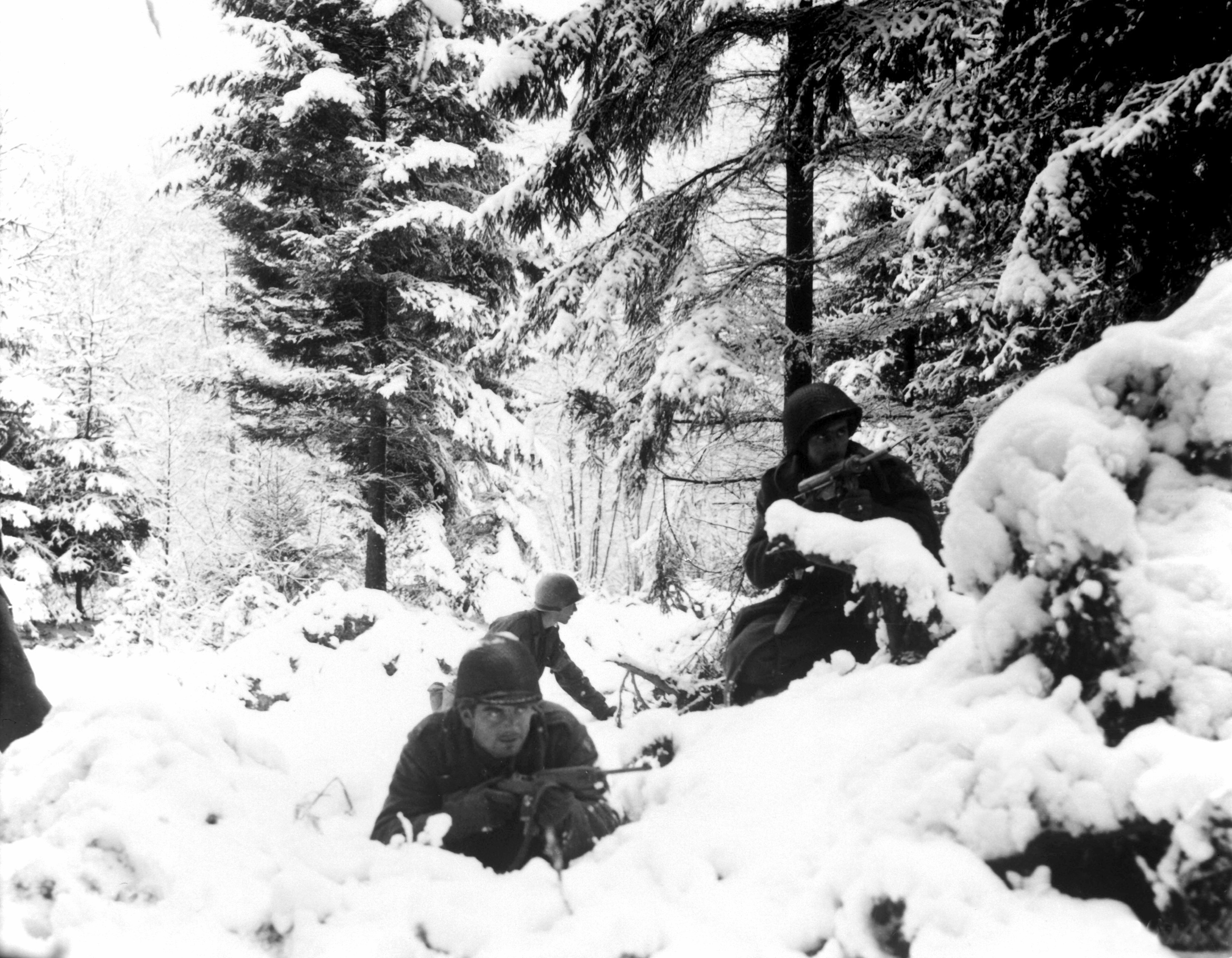
US-Soldaten des 290. Inf.Reg. kämpfen am 4. Januar 1945 bei Neuschnee in der Nähe von Amonines in Belgien

Der von Mascott Productions produzierte Film wurde von der American Broadcasting Company vertrieben. Im Fernsehen wurde der Film später als Folge von ABC Stage 67 ausgestrahlt, dabei handelt es sich um eine Reihe von wöchentlich ausgestrahlten amerikanischen Fernsehproduktionen unterschiedlichen Genres.

## Auszeichnung
Academy Awards 1966: Laurence E. Mascott nominiert für einen Oscar in der Kategorie „Bester Dokumentarfilm“